# Adima
Adima (arab. عديمة) – miejscowość w Syrii, w muhafazie Tartus. W 2004 roku liczyła 1408 mieszkańców.